# Iglesia de San Juan Bautista de Salarzón

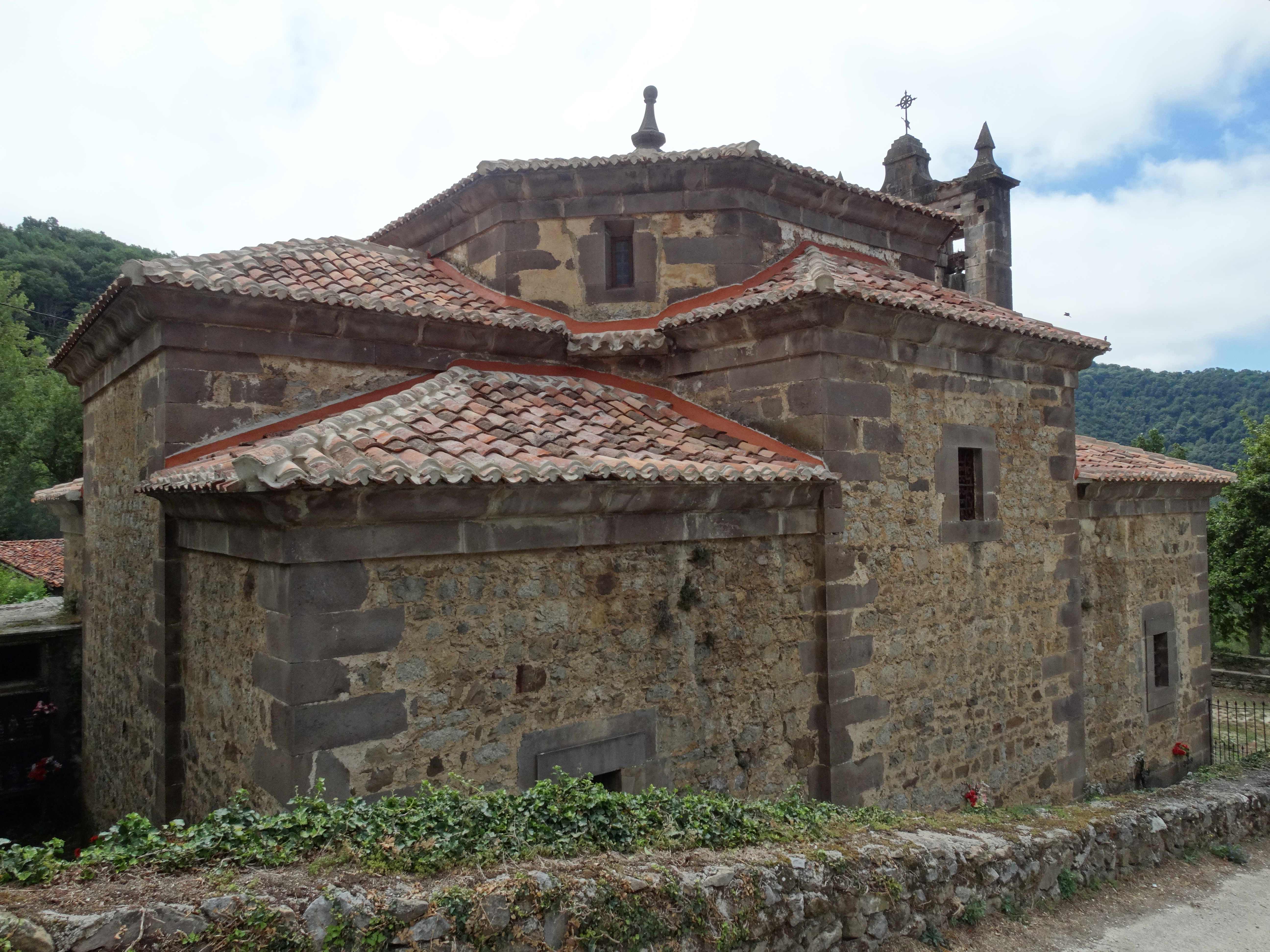
Vista del conjunto de la iglesia

La iglesia de San Juan Bautista es un templo católico que se edificó en la localidad cántabra de Salarzón a principios del siglo xix. Hubo otra iglesia anterior dedicada también a San Juan Bautista a las afueras del pueblo construida en estilo gótico que fue deteriorándose hasta arruinarse casi totalmente a fines del siglo xviii. Por eso a principios del siglo xix se inició la construcción de la nueva iglesia por voluntad del conde de la Cortina Vicente Gómez de la Cortina. Fue cofundador su hermano Pedro Gómez de la Cortina, también natural de Salarzón, chantre de la catedral de México, tal y como se ve inscrito en el pórtico (según la transcripción de José María de Cossío).

## Descripción del edificio

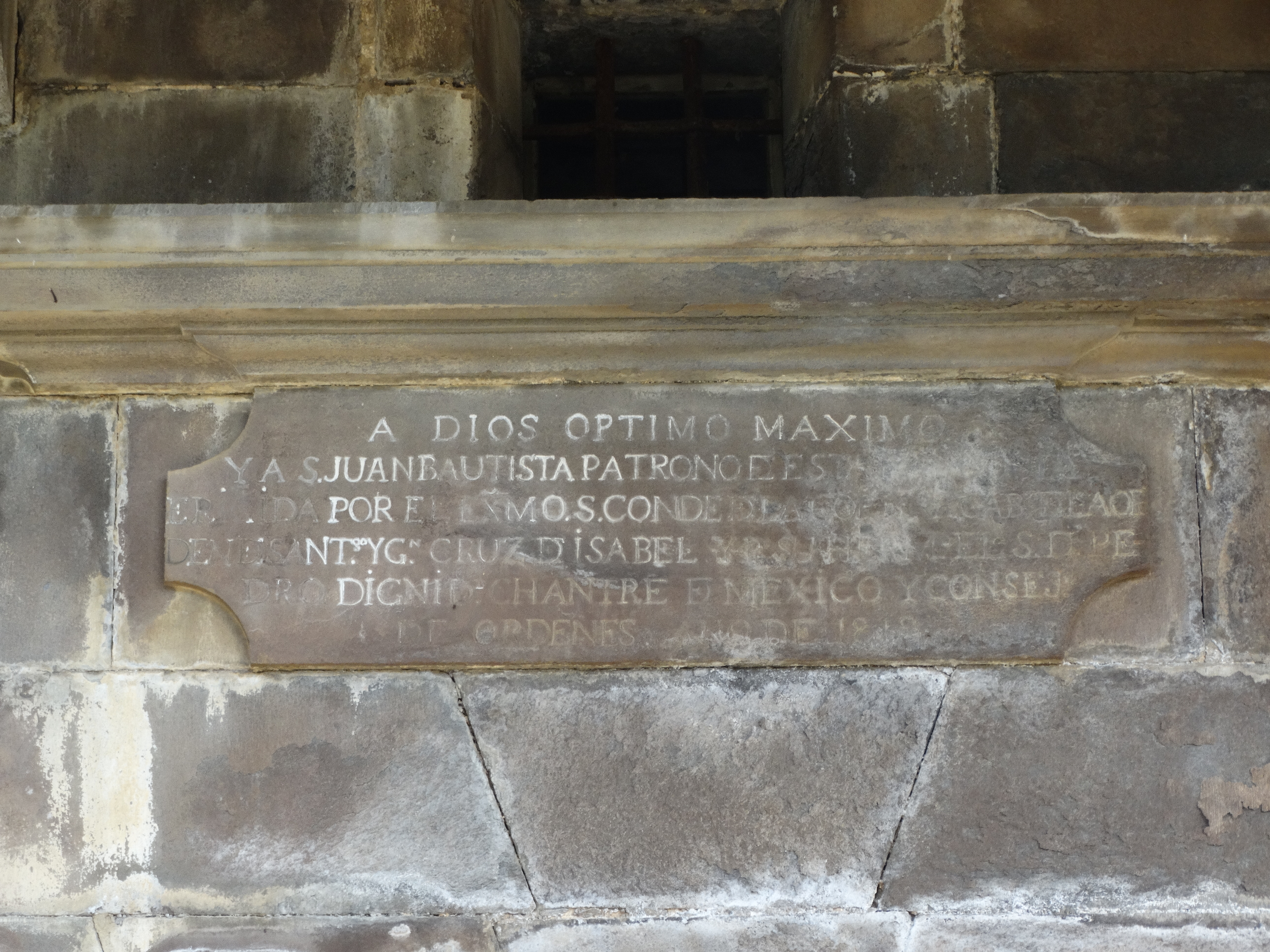
a dios optimo maximo y a s. Juan bautista patrono de esta parroquia erigida por el exmo. S. conde de la cortina cabº de la orden de santiago gn. Cruz de Isabel. Y por su hermano d. pedro dignidad chantre de mexico y consejº de órdenes. Año de 1818

Se entra por un pórtico de orden toscano apoyado en cuatro columnas que tiene un frontón triangular. La estructura de la iglesia se desarrolla en torno a un cimborrio central octogonal. Esta distribución fue muy común entre los arquitectos vascos de finales del siglo xviii y principios del xix. Es posible que el proyecto fuera de José Alday , natural de Ceberio, Vizcaya que era maestro mayor del obispado de la ciudad de Santander. Sobre la fachada se eleva una espadaña de campanas. Al fondo del pórtico hay una inscripción en que se da cuenta de la consagración de la iglesia y sus mecenas. Esta iglesia junto con el palacio es uno de los pocos ejemplos de arquitectura neoclásica que se conservan en Cantabria.
El interior muestra una planta de cruz latina inscrita en un rectángulo. La parte central es un octógono en cuyas secciones laterales junto al presbiterio se edificaron la sacristía y la capilla funeraria de San Vicente. En los lados del noroeste y suroeste están el bautisterio y la escalera para subir al coro alto que tiene balaustrada de madera. Los muros son de sillería mientras que las bóvedas están encaladas. La bóveda central es baída y nervada.

Iglesia de San Juan Bautista
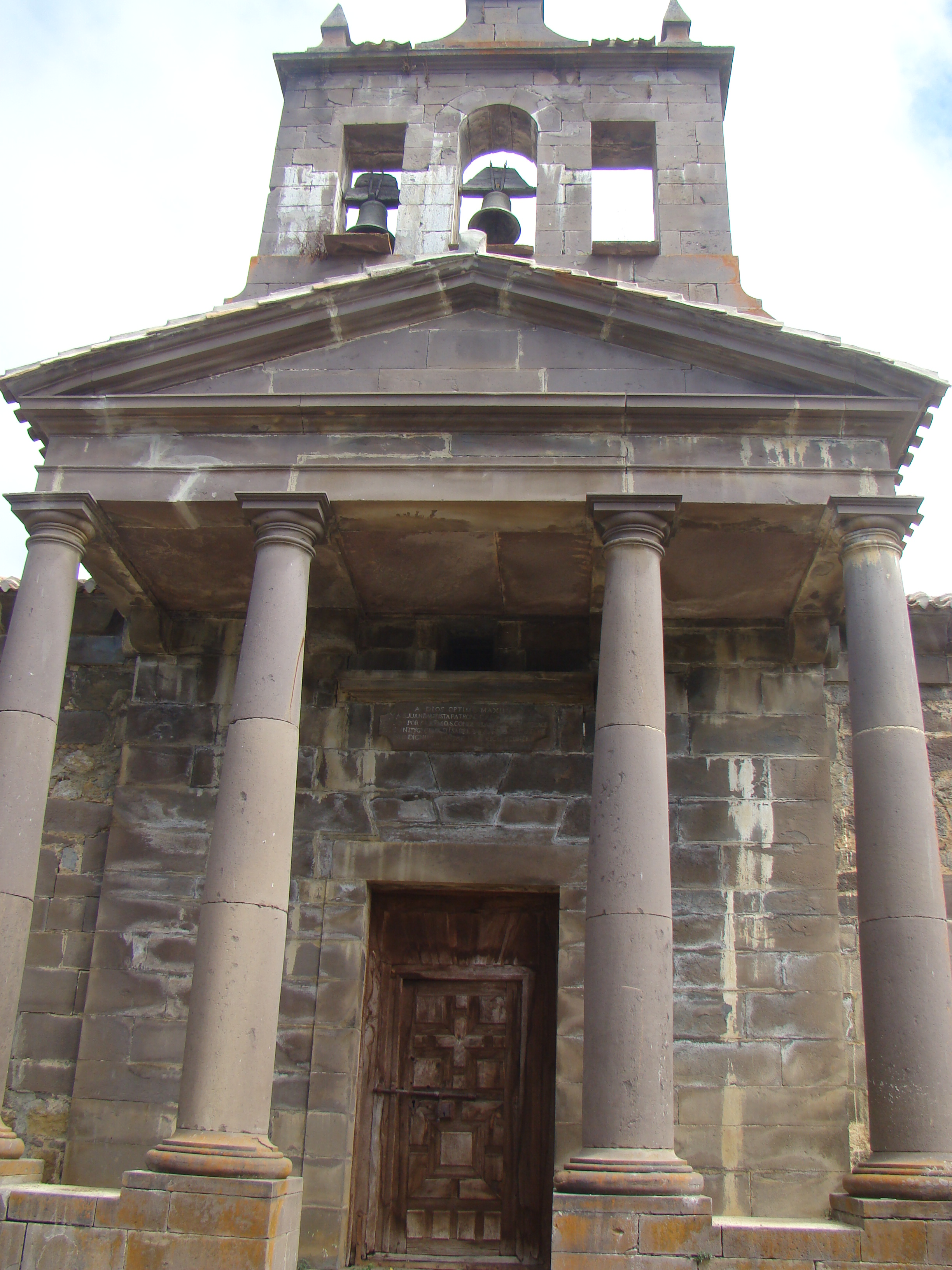
Pórtico de orden toscano
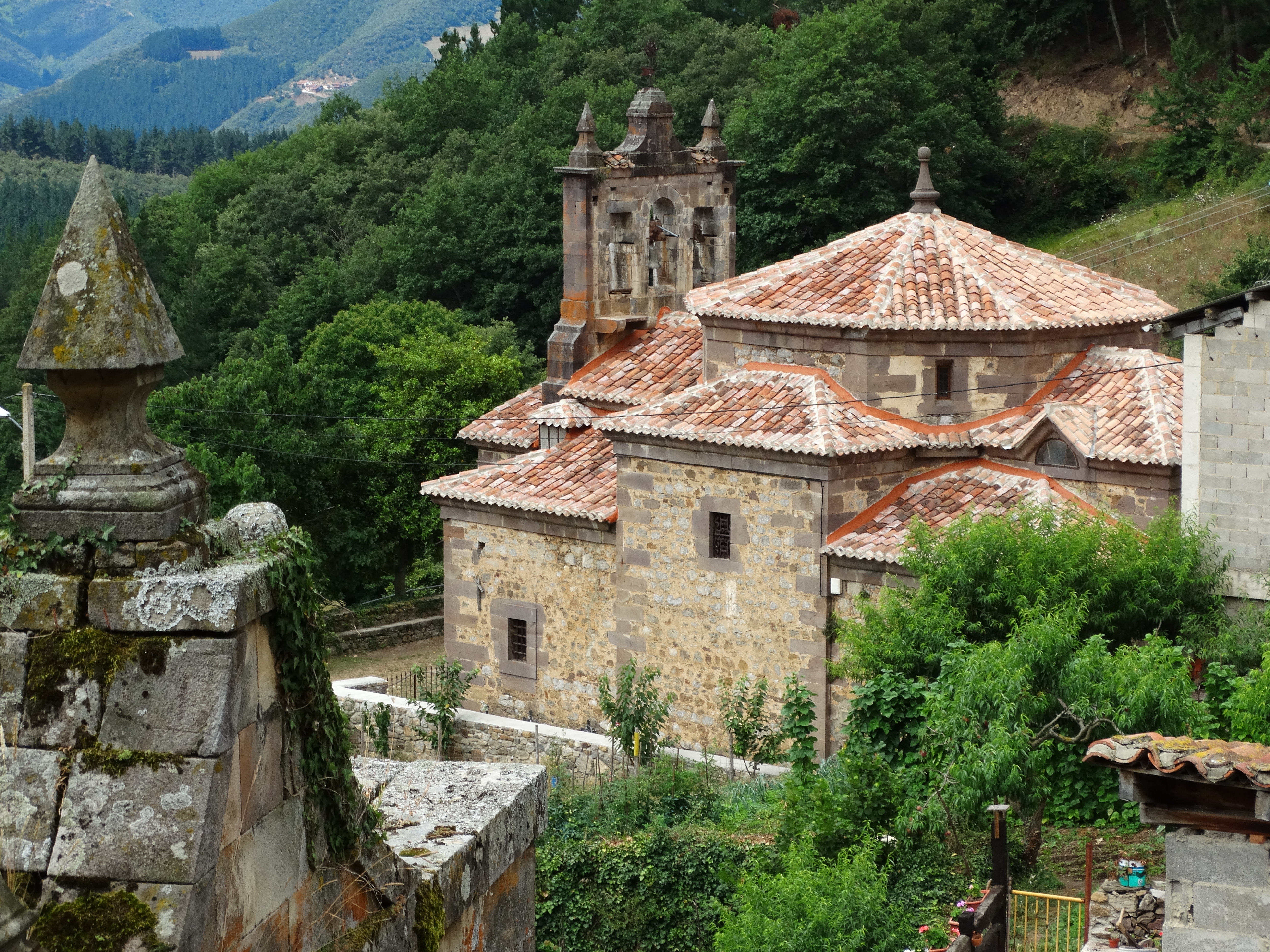
Vista de la parte sur. Se aprecia la espadaña, el volumen octogonal central y los espacios de las capillas descritas
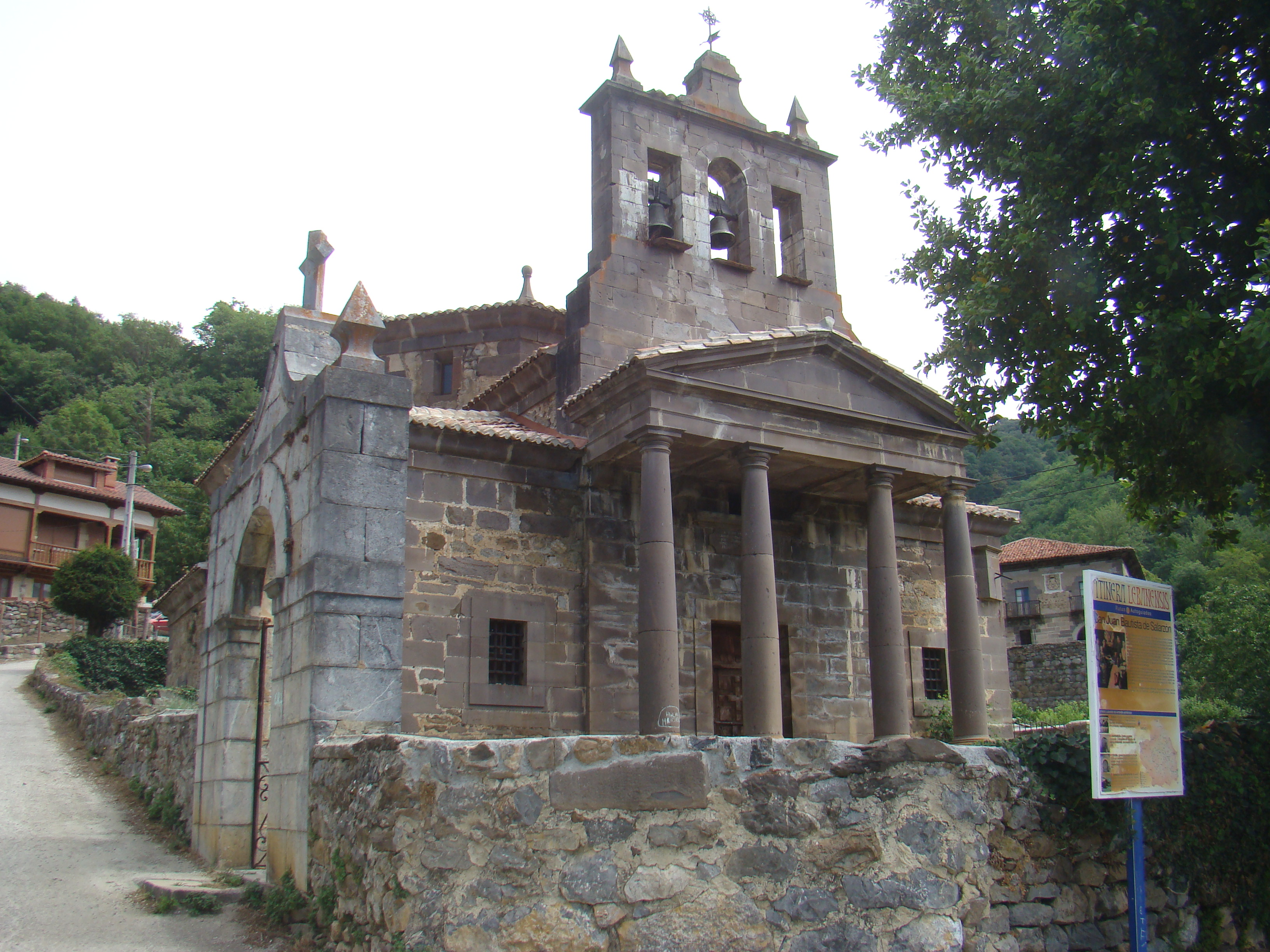
Puerta exterior de entrada al recinto, pórtico y espadaña

### Capilla funeraria de San Vicente
Vicente Gómez de la Cortina mandó hacer esta capilla para enterramiento de él mismo y de la familia Gómez de la Cortina. La capilla se encuentra a la izquierda del presbiterio y en el dintel de la puerta hay una inscripción que dice 
En el centro hay un túmulo de bronce con el escudo familiar erigido por los hijos de Vicente en 1855. En el túmulo yacen Vicente y su hijo Joaquín Gómez de la Cortina que tuvo el título de marqués de Morante. Se adorna con una iconografía funeraria: calavera con tibias cruzadas, reloj de arena con alas que lo envuelve una serpiente que se muerde la cola. También hay inscripciones en cada una de las caras.
La capilla tiene un retablo con columnas de orden compuesto y en el ático un escudo en piedra con las armas del marqués. En el centro hay  un lienzo que representa a San Vicente en la gloria rodeado de ángeles, vestido con el hábito de los dominicos. Su mano izquierda muestra un libro donde se ve escrito «Timete Dominum et date Illia honorem qua venit hora judicii eius». Abajo a la izquierda se muestra una inscripción que contiene una buena información sobre la autoría de la obra:
Pintado en Méjico por María de Jesús Gómez de la Cortina Salceda y Morante, a dirección de su maestro José María Vázquez, Académico de mérito y Teniente de pintura de la R. Academia de S. Carlos de esta N.E. Año de 1817  